# 加德布施河

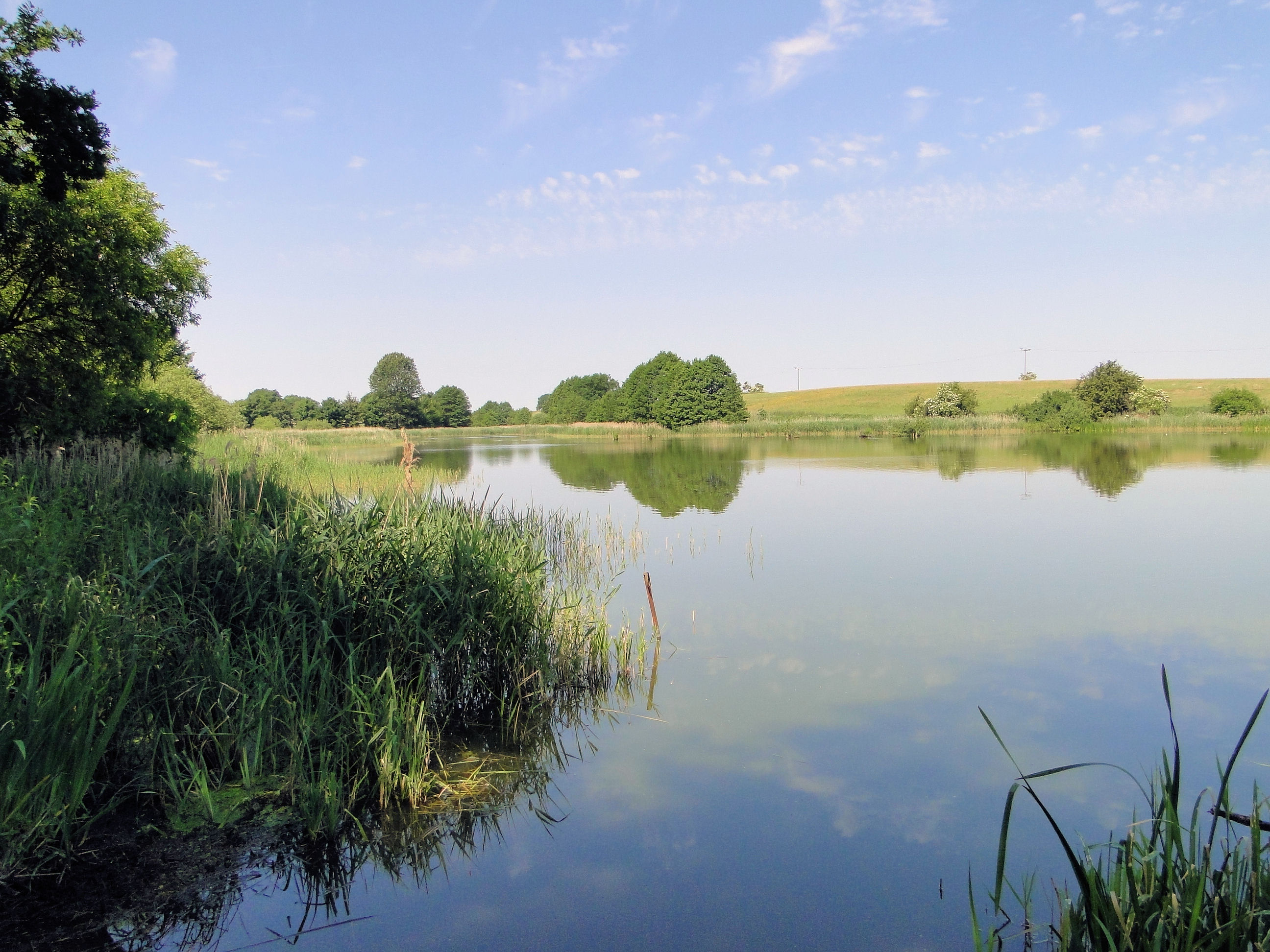
加德布奇巴赫河

53°40′54″N 11°16′04″E / 53.68175°N 11.26769°E
加德布施河（德語：Gadebuscher Bach），是德國的河流，位於該國東北部，由梅克倫堡-前波美拉尼亞州負責管轄，屬於施泰珀尼茨河的支流，河道全長9公里，發源自加德布施東南面。